# Introducing Glen Moore
Introducing Glen Moore – album muzyczny amerykańskiego basisty i multiinstrumentalisty Glena Moore'a, grającego w zespole Oregon, ale realizującego też samodzielne projekty. LP nagrany wspólnie z polskim skrzypkiem Zbigniewem Seifertem. Album nagrany w A&R Studios w Nowym Jorku w grudniu 1978. Wydany przez amerykańską wytwórnię Elektra Records 1 lutego 1979. Glen Moore jest kompozytorem wszystkich utworów nagranych na płycie.

## Muzycy
- Glen Moore – kontrabas, fortepian, skrzypce, altówka
- Zbigniew Seifert – skrzypce
- Jan Hammer – perkusja
- David Darling – wiolonczela, wiolonczela elektryczna

## Lista utworów
Strona 1
| 1. | "Hawaiian Shuffle" (With Bass Reprise)Glen Moore – kontrabas; Zbigniew Seifert – skrzypce; Jan Hammer – perkusja; David Darling – wiolonczela; | 5:47  |
|    | |       |
| 2. | "Cream of Bartok Soup" Glen Moore – kontrabas; Zbigniew Seifert – skrzypce; David Darling – wiolonczela;                                       | 2:48  |
|    | |       |
| 3. | "Contraire Emotions" Glen Moore – kontrabas, fortepian; Zbigniew Seifert – skrzypce; David Darling – wiolonczela;                              | 4:02  |
|    | |       |
| 4. | "Deeper in Duet" Glenn Moore – fortepian, David Darling – wiolonczela                                                                          | 5:29  |
|    | |       |
| 5. | "The Walk" Glen Moore – kontrabas | 2:37  |
|    | |       |
| 6. | "Rag Da-Da-Dee"Glen Moore – kontrabas, skrzypce                                                                                                | 2:41  |
|    | |       |
|    | | 23:24 |
|    | |       |
Strona 2
| 1. | "Practice, Practice" Glenn Moore – fortepian                                                                                | 0:52  |
|    | |       |
| 2. | "Three Step Dance" Glen Moore – kontrabas; Zbigniew Seifert – skrzypce; Jan Hammer – perkusja; David Darling – wiolonczela; | 4:29  |
|    | |       |
| 3. | "Go to the Window" Glen Moore – kontrabas                                                                                   | 3:44  |
|    | |       |
| 4. | "CB 292"Glenn Moore – fortepian                                                                                             | 4:01  |
|    | |       |
| 5. | "Zbigy" Glenn Moore – fortepian; Zbigniew Seifert – skrzypce; David Darling – wiolonczela;                                  | 5:34  |
|    | |       |
| 6. | "Love Over Time"Glen Moore – kontrabas, fortepian, skrzypce, altówka; Jan Hammer – perkusja; David Darling – wiolonczela;   | 5:10  |
|    | |       |
|    | | 23:50 |
|    | |       |

## Informacje uzupełniające
- Produkcja – Glen Moore, George Schutz, David Greene
- Inżynier dźwięku – David Greene
- Mastering – Robert Ludwig
- Projekt okładki – Ron Coro, Johnny Lee, Kristen Kasell
- Zdjęcia – Chris Callis
- Łączny czas nagrań – 47:14